# 胡斯鎮區 (明尼蘇達州羅索縣)
胡斯鎮區（英語：Huss Township）是位於美國明尼蘇達州羅索縣的一個行政鎮區。

## 地方資料
胡斯鎮區的面積為94.53平方千米，皆為陸地。根據2020年美國人口普查的數據，當地共有人口106人，而人口密度為每平方千米1.12人。